# Limonia macateei
Limonia macateei là một loài ruồi trong họ Limoniidae. Chúng phân bố ở miền Tân bắc.